# Max Beerbohm
Max Beerbohm, pseudônimo de Sir Henry Maximilian Beerbohm (Londres, 24 de agosto de 1872 – Rapallo, 20 de maio de 1956) foi um parodista e caricaturista inglês.
N. John Hall escreveu uma biografia sobre Max Beerbohm, de nome "A Kind of Life”, Yale University Press.

## Obras

### Trabalhos escritos
- The Works of Max Beerbohm, with a Bibliography by John Lane (1896)
- The Happy Hypocrite (1897)
- More (1899)
- Yet Again (1909)
- Zuleika Dobson; or, An Oxford Love Story (1911)
- A Christmas Garland, Woven by Max Beerbohm (1912)
- Seven Men (1919; versão aumentada Seven Men, and Two Others, 1950)
- Herbert Beerbohm Tree: Some Memories of Him and of His Art (1920, ed. por Max Beerbohm)
- And Even Now (1920)
- A Peep into the Past (1923)
- Around Theatres (1924)
- A Variety of Things (1928)
- The Dreadful Dragon of Hay Hill (1928)
- Lytton Strachey (1943) Rede Lecture
- Mainly on the Air (1946; versão aumentada de 1957)
- The Incomparable Max: A Collection of Writings of Sir Max Beerbohm" (1962)
- Max in Verse: Rhymes and Parodies (1963, ed. por J. G. Riewald)
- Letters to Reggie Turner (1964, ed. por Rupert Hart-Davis)
- More Theatres, 1898–1903 (1969, ed. por Rupert Hart-Davis)
- Selected Prose (1970, ed. por Lord David Cecil)
- Max and Will: Max Beerbohm and William Rothenstein: Their Friendship and Letters (1975, ed. por Mary M. Lago e Karl Beckson)
- Letters of Max Beerbohm: 1892–1956 (1988, ed. por Rupert Hart-Davis)
- Last Theatres (1970, ed. por Rupert Hart-Davis)
- A Peep into the Past and Other Prose Pieces (1972)
- Max Beerbohm and "The Mirror of the Past" (1982, ed. Lawrence Danson)

### Colectâneas de caricaturas
- Caricatures of Twenty-five Gentlemen (1896)
- The Poets' Corner] (1904)
- A Book of Caricatures (1907)
- Cartoons: The Second Childhood of John Bull (1911)
- Fifty Caricatures (1913)
- A Survey (1921)
- Rossetti and His Circle (1922)
- Things New and Old (1923)
- Observations (1925)
- Heroes and Heroines of Bitter Sweet (1931) cinco desenhos num portfolio
- Max's Nineties: Drawings 1892–1899 (1958, ed. Rupert Hart-Davies e Allan Wade)
- Beerbohm's Literary Caricatures: From Homer to Huxley (1977, ed. J. G. Riewald)
- Max Beerbohm Caricatures (1997, ed. N. John Hall)
- Enoch Soames: A Critical Heritage (1997)